# Baipajung
Baipajung is een bestuurslaag in het regentschap Bangkalan van de provincie Oost-Java, Indonesië. Baipajung telt 3908 inwoners (volkstelling 2010).